# Ferrari 312T
De Ferrari 312T is een Formule 1-auto die gebruikt werd door het Scuderia Ferrari in de seizoenen van 1975 tot en met 1980. De wagen zelf was een niet zeer gecompliceerd model en kon gemakkelijk vernieuwd worden. 27 gewonnen Grand Prix, 4 constructeurskampioenschappen en 3 coureurskampioenschappen werden behaald met de bolide. De wagen werd na een zwak wedstrijdseizoen in 1980 vervangen door de Ferrari 126C, de eerste wagen van Ferrari met turbolader.

## Versies

### 312T

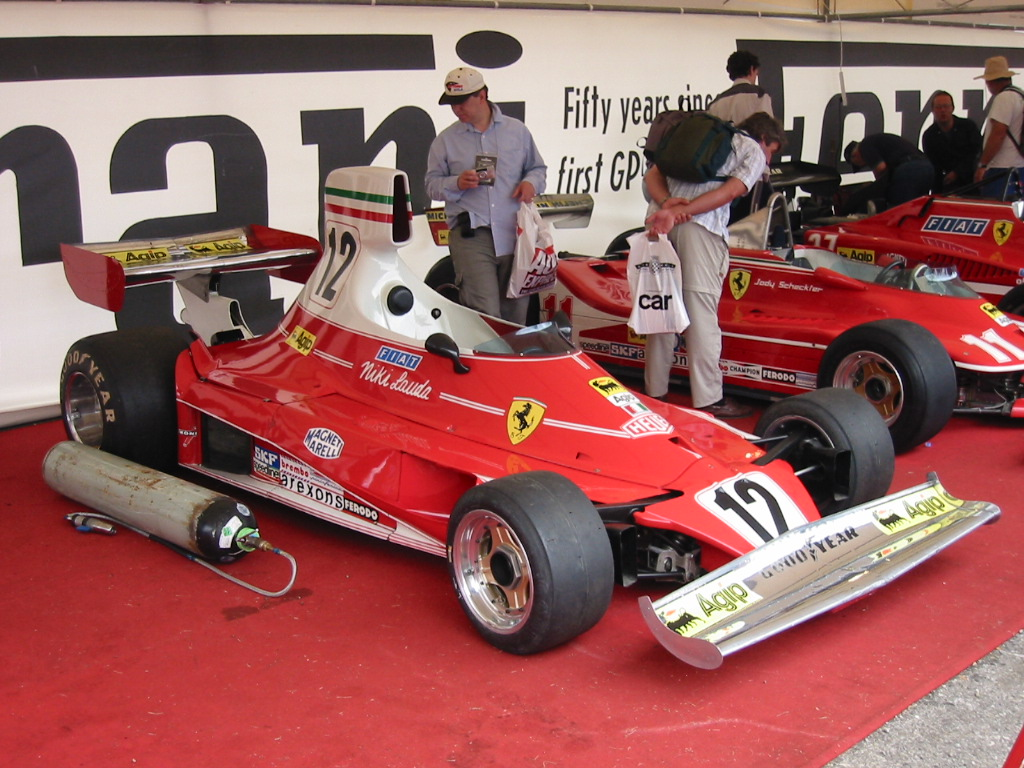
De 312T van Niki Lauda.

Het ontwerp van de nieuwe Ferrari begonnen in 1974, nadat de bestuurbaarheidsproblemen van de 312B3 niet opgelost konden worden. De auto kreeg Ferrari 312T als naam; de T in de naam stond voor transversale wegens de transversale versnellingsbak. De ophanging en de voorkant van de chassis werden allemaal aangepast. De versnellingsbak was zo ontworpen dat hij voor de achteras geplaatst kon worden. De auto was klaar in de herfst van 1974 en werd na het seizoen van 1974 onthuld in Modena.
Nadat de eerste 2 races van 1975 nog met de 312B3 werden geracet, maakte de 312T zijn debuut tijdens de Grand Prix van Zuid-Afrika; deze was echter teleurstellend. Clay Regazzoni's auto werd niet goed afgesteld en Niki Lauda's wagen had een technisch probleem. De Ferrari 312T werd samen met de Ferrari 312B3 getest in Fiorano. De 312T bewees dat hij sneller was dan zijn voorganger, de eerstvolgende race, BRDC International Trophy 1975 (niet deel van F1-kampioenschap), werd dan ook gewonnen door Niki Lauda. Na de slechte start van het seizoen in 1975, waar concurrenten zoals Brabham en McLaren sterk presteerden, wist Lauda 3 grote prijzen op rij te winnen, waarna een 2e plaats volgde in Nederland en daarna nog een overwinning in Frankrijk. De voorlaatste race van het seizoen, de Grand Prix van Italië, Ferrari's thuisrace, won Clay Regazzoni. Niki Lauda eindigde derde en won zo zijn eerste wereldtitel, Ferrari won ook het constructeurskampioenschap.
In 1976 gebruikte Ferrari weer de 312T en de eerste drie races werden allemaal gewonnen door Ferrari (2 door Niki Lauda, 1 door Clay Regazzoni.) Maar nadat de populaire airbox gebannen werd, moest Ferrari de 312T aanpassen. Deze versie zou de 312T2 genoemd worden.

### 312T2

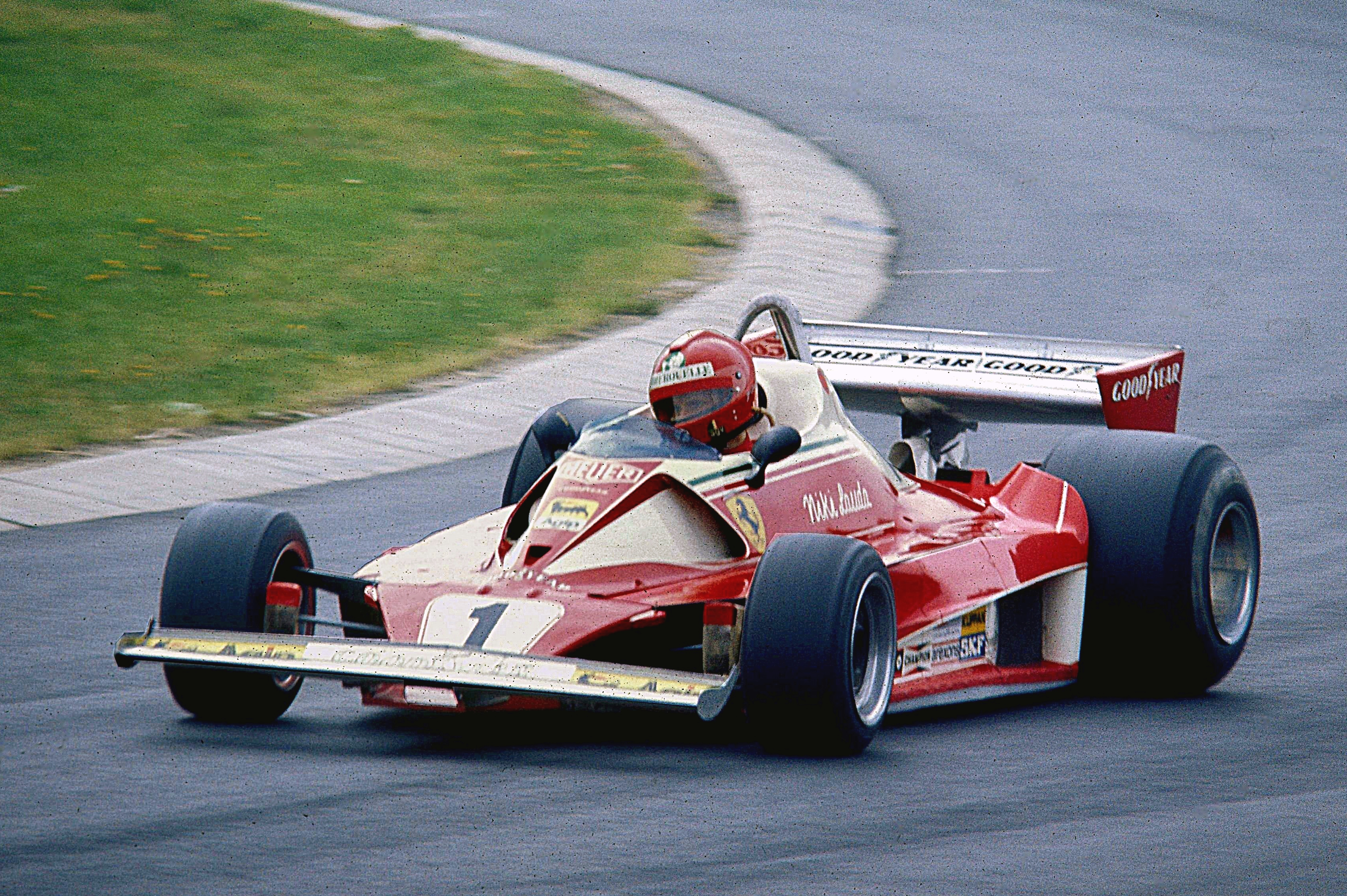
Regerend wereldkampioen Niki Lauda in de Ferrari 312 T2

De 312T2 werd onthuld in Fiorano. De wagen had meerdere aanpassingen en beschikte niet meer over een airbox achter de cockpit. De wagen had ook kleine luchtinlaten om zuurstof te geven aan de H12 motor. De wagen werd gebruikt tijdens het seizoen van 1976.
De wagen maakte zijn debuut tijdens Grand Prix van Spanje 1976 waarin Niki Lauda meteen tweede finishte. De wagen was beter dan de 312T en nadat Lauda driemaal won had hij een comfortabele leiding voor het wereldkampioenschap. Maar nadat de achterwielophanging van de 312T2 het begaf tijdens de Grand Prix van Duitsland 1976, crashte Lauda zwaar en was ernstig verbrand. Niki Lauda kwam wonderbaarlijk genoeg na 6 weken al terug achter het stuurwiel, maar verloor uiteindelijk de strijd om de wereldtitel met 1 punt verschil van James Hunt. De superioriteit van de wagen bezorgde wel een tweede constructeurstitel op rij voor Ferrari.

#### 312T2B
In 1977 gebruikte Ferrari een geüpgrade B-spec van de Ferrari 312T2, de 312T2B. De eerste 2 races verschilde de 312T2B weinig van de 312T2, het FIAT-logo op de wagen was een van de weinige visuele veranderingen. Maar ondanks dat nieuwe Ferrari-coureur Carlos Reutemann de Grote Prijs van Brazilië won, was Niki Lauda ontevreden met de wagen. Tussen de Grote Prijs van Brazilië en de Grote Prijs van Zuid-Afrika werden testen onder Niki Lauda's leiding gehouden, na deze testen werden verschillende aanpassingen aangebracht aan de wagen waaronder een nieuwe achtervleugel en ophanging. Niki Lauda won na deze aanpassingen de Grote Prijs van Zuid-Afrika.
De wagen werd gedurende heel het seizoen aangepast aan de achterkant en de ophanging. Ferrari had moeite met de banden, omdat Goodyear's banden niet goed werkten met de 312T2B en meer waren ontworpen in het voordeel van de Lotus 78 die meer downforce had dan de Ferrari 312T2B. Ondanks al deze problemen wist Niki Lauda de coureurstitel te pakken en won Ferrari het constructeurskampioenschap voor de derde maal op rij. Dit was echter meer te danken aan de betrouwbaarheid van de auto dan aan zijn snelheid.
De 312T2B werd gebruikt voor de eerste 2 racen van 1978 en werd daarna vervangen door de Ferrari 312T3.

### 312T3

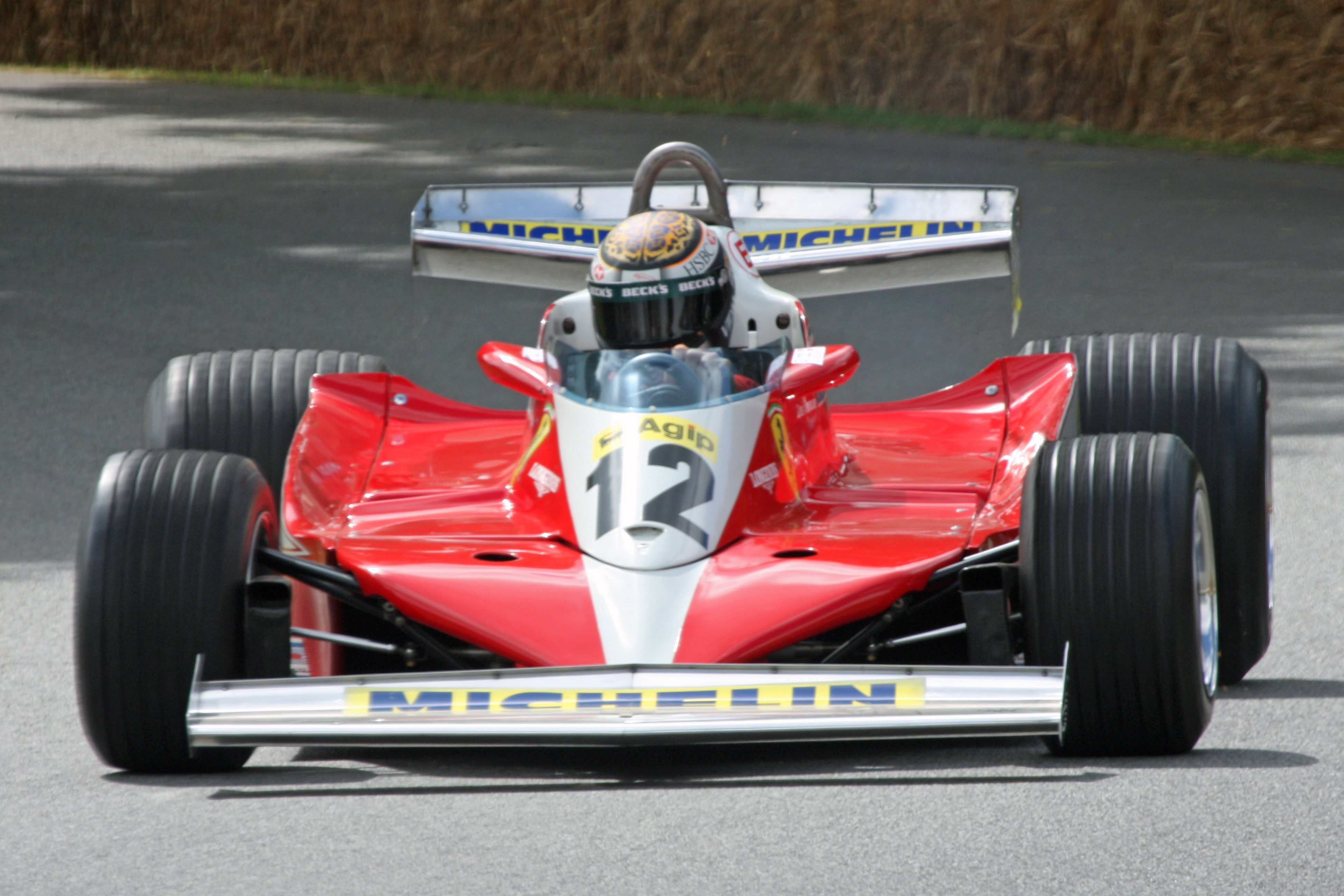
De Ferrari F312T3

De 312T3 maakte zijn debuut tijdens de derde race van 1978.
De auto kreeg een volledig nieuwe chassis met een nieuw monocoque-structuur en andere ophanging, om met de Michelin-banden te werken. De carrosserie van de wagen was deze keer visueel duidelijk veranderd, met een vlakkere bovenkant voor betere aerodynamica.
Al deze veranderingen waren echter tevergeefs. Lotus domineerde met hun Lotus 79. Ferrari won wel 4 races met de 312T3 (3 door Carlos Reutemann en 1 door Gilles Villeneuve). Ferrari eindigde tweede in het constructeurskampioenschap. Reutemann verliet de renstal en ging naar Lotus na 1978. Hij werd vervangen door Jody Scheckter.

### 312T4

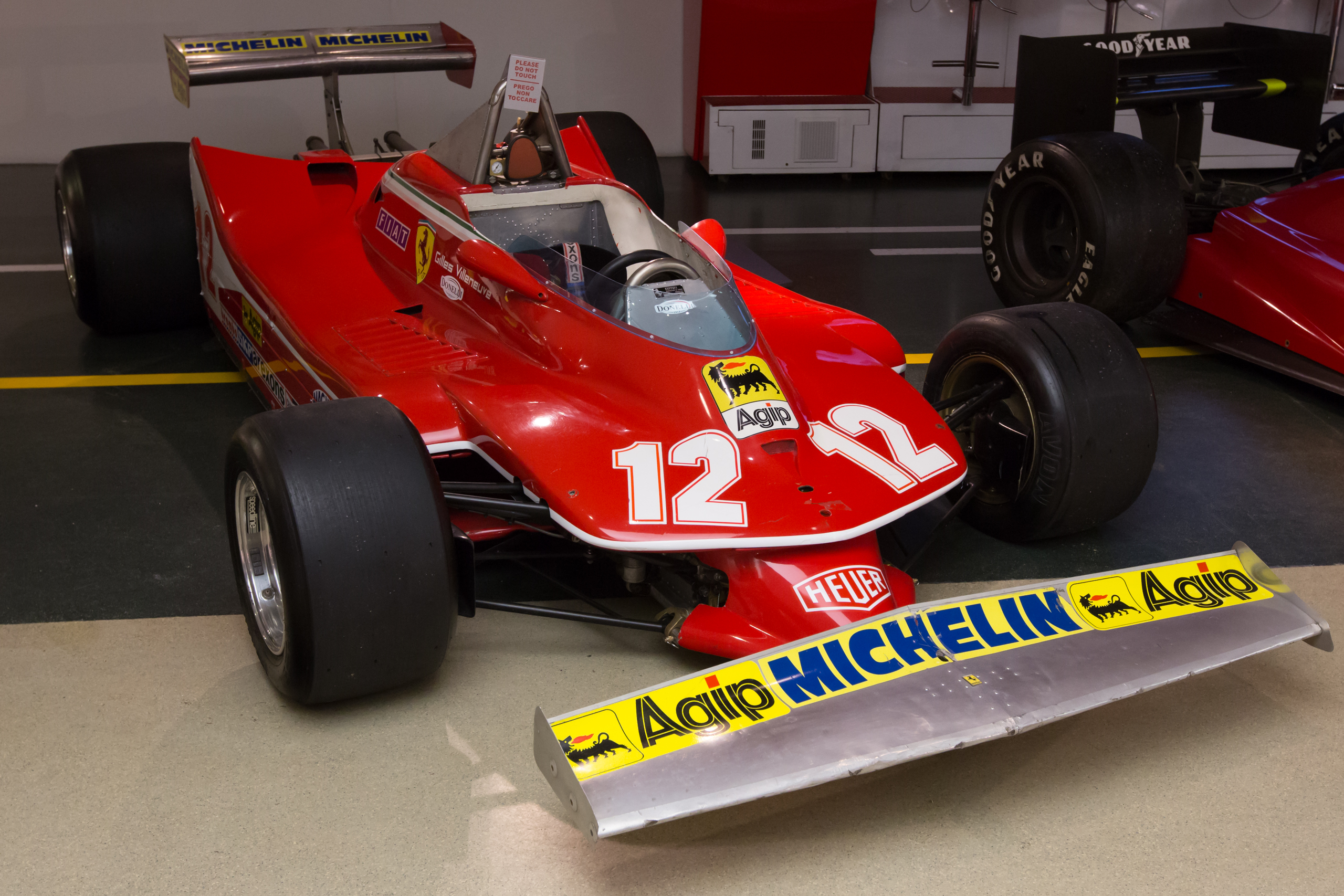
De Ferrari 312T4 in Museo Ferrari.

In 1979 werd veel vooruitgang geboekt om Lotus te kunnen verslaan. Ontwerper Mauro Forghieri besefte dat ze grondeffect moesten toepassen op de 312T4, zoals de Lotus 79 van Lotus. Omdat de originele Ferrari 312T nooit ontworpen was met dit effect in gedachte kon het beperkt toegepast worden met de aerodynamica van de bolide. De 312T4 monocoque werd zo dun mogelijk gemaakt, om voordelen te halen uit het grondeffect, maar ook dit was beperkt door de brede L12 motor.
De auto bleek zeer betrouwbaar te zijn en behaalde in zijn eerste 2 races telkens een 1-2. Er werden 6 overwinningen geboekt, 3 door beide coureurs (Jody Scheckter en Gilles Villeneuve). Andere sterke prestaties leverde Ferrari een vierde constructeurstitel in vijf jaar op. Jody Scheckter werd wereldkampioen in zijn eerste seizoen bij Ferrari en Gilles Villeneuve eindigde tweede in de WK-stand. Het was de laatste coureurstitel voor Ferrari totdat Michael Schumacher met Ferrari in 2000 wereldkampioen werd.
Jody Scheckter mocht zijn 312T4 hebben nadat de nieuwe 312T5 zijn debuut had gemaakt. Hij heeft deze wagen nog steeds.

### 312T5

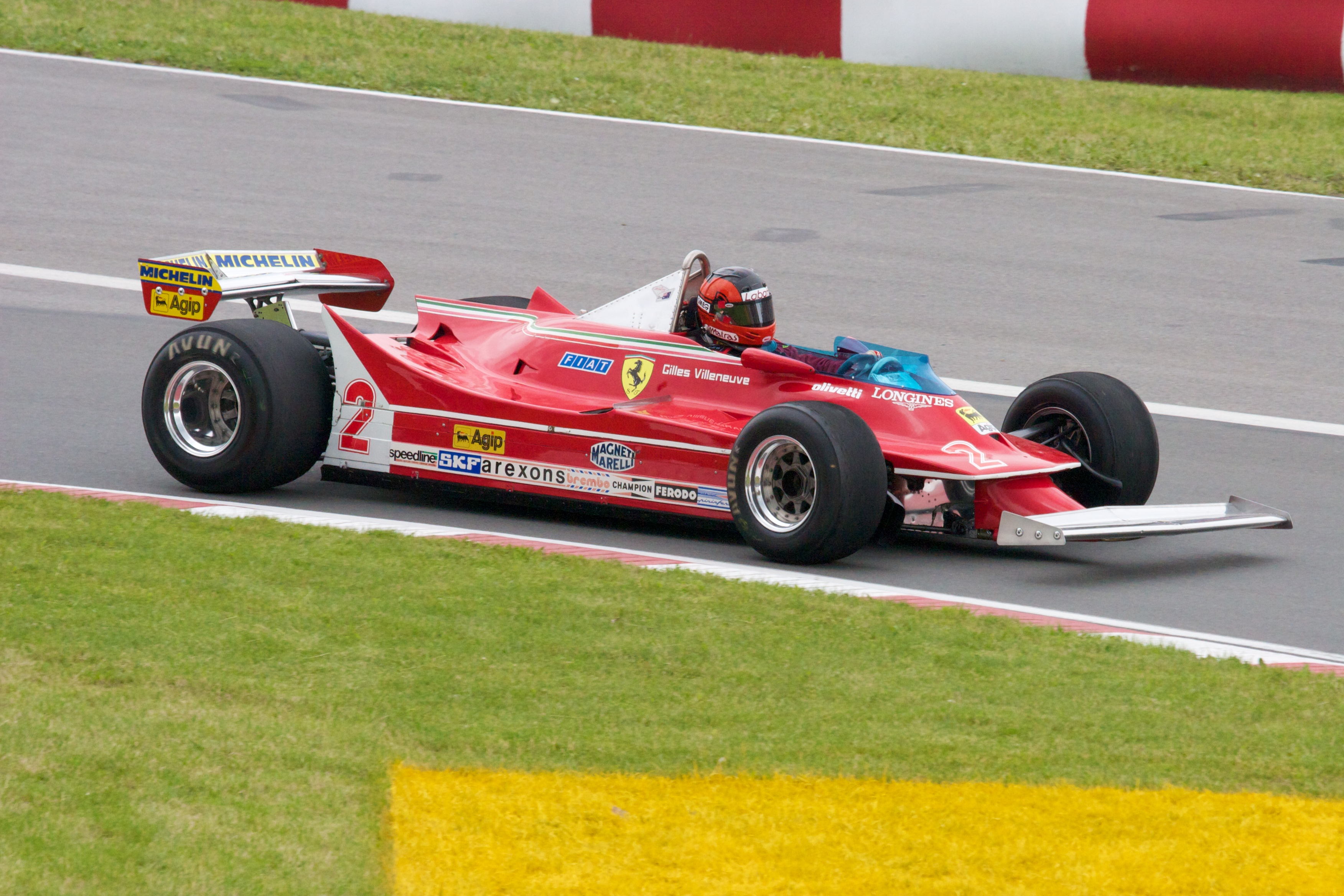
De Ferrari 312T5 van Gilles Villeneuve.

In 1980 werd nog meer aerodynamische vooruitgang geboekt: de 312T5 was een sterk bijgewerkte 312T4. De 312T5 was zwak en werd overtroffen door de competitie. De brede L12 motor paste niet bij de aerodynamica die nodig was om competitief te zijn. De wagen had betrouwbaarheidsproblemen en was traag. De wagen verbeterde vrijwel niet gedurende het seizoen. Er werd voor het eerst sinds 1973 geen enkele race door Ferrari gewonnen in het hele seizoen; er werden nog maar weinig punten gescoord. Regerend wereldkampioen Jody Scheckter scoorde enkele punten in Grote Prijs van de Verenigde Staten West en teamgenoot Gilles Villeneuve behaalde enkele punten in België, Monaco, Duitsland en Canada. Jody Scheckter wist zich zelfs niet te kwalificeren voor de Grand Prix van Canada. Ferrari beëindigde het seizoen als tiende in het constructeurskampioenschap met slechts acht punten. Scheckter verliet de sport na dit slechte seizoen.

### 312T6
Toen Tyrrell met de P34, bekend als 'de zeswieler', in de jaren zeventig verrassend goede resultaten boekte, gingen meer fabrikanten experimenteren met diverse zes- en zelfs achtwielige configuraties. Er konden kleinere wielen gebruikt worden, wat vooral de luchtweerstand verkleinde en ook een iets lager zwaartepunt gaf
De Ferrari die onofficieel bekendstaat als de 312T6, was een zeswielige versie van de 312T2 waar eind 1977 en begin 1978 mee geëxperimenteerd werd. Hij had dubbellucht achter, zoals de heuvelklimwagens van Auto-Union uit het interbellum. Na eerste tests was Niki Lauda niet direct negatief, maar Carlos Reutemann bekritiseerde de wagen en crashte ermee. De auto was moeilijk te besturen en was ook breder dan toegestaan. Bij de tests monteerde Ferrari aan de achteras  twee sets voorbanden, die een stuk kleiner zijn, Deze waren niet ontworpen voor aandrijfkrachten en vervormden enorm, wat een onvoorspelbaar rijgedrag opleverde. Er was echter geen fabrikant te vinden die geschikte banden wilde ontwikkelen. Idealiter zou van elk stel het ene wiel ook sneller moeten kunnen draaien dan het andere, zodat zelfs het idee opgeworpen werd om in beide stellen een differentieel te plaatsen en het normale differentieel weg te laten, wat echter een aangepaste versnellingsbak vereiste. Ferrari's zeswieler was zwaar en veroorzaakte veel meer problemen dan hij oploste.

## Resultaten
| Resultaat                     |
| ----------------------------- |
| Winnaar                       |
| Tweede plaats                 |
| Derde plaats                  |
| Gefinisht (punten)            |
| Gefinisht (geen punten)       |
| Niet geklasseerd (NC)         |
| Uitgevallen (DNF)             |
| Niet gekwalificeerd (DNQ)     |
| Gediskwalificeerd (DSQ)       |
| Niet gestart (DNS)            |
| Gewond (INJ)                  |
| Uitgesloten (EX)              |
| Teruggetrokken (WD)           |
| Niet deelgenomen (blanco cel) |
| vetgedrukt (pole position)    |
| cursief (snelste ronde)       |

| Jaar | Chassis           | Motor       | Banden | Coureurs          | 1   | 2   | 3   | 4   | 5   | 6   | 7   | 8   | 9   | 10  | 11  | 12  | 13  | 14  | 15  | 16  | 17  | Punten  | WK-plaats |
| ---- | ----------------- | ----------- | ------ | ----------------- | --- | --- | --- | --- | --- | --- | --- | --- | --- | --- | --- | --- | --- | --- | --- | --- | --- | ------- | --------- |
| 1975 | Ferrari 312T      | Ferrari L12 | G      |                   | ARG | BRA | ZAF | SPA | MON | BEL | ZWE | NED | FRA | GBR | DUI | OOS | ITA | USA |     |     |     | 72.5    | Goud      |
| 1975 | Ferrari 312T      | Ferrari L12 | G      | Clay Regazzoni    |     |     | 16  | NC  | DNF | 5   | 3   | 3   | DNF | 13  | DNF | 7   | 1   | DNF |     |     |     | 72.5    | Goud      |
| 1975 | Ferrari 312T      | Ferrari L12 | G      | Niki Lauda        |     |     | 5   | DNF | 1   | 1   | 1   | 2   | 1   | 8   | 3   | 6   | 3   | 1   |     |     |     | 72.5    | Goud      |
| 1976 | Ferrari 312T      | Ferrari L12 | G      |                   | BRA | ZAF | USW | SPA | BEL | MON | ZWE | FRA | GBR | DUI | OOS | NED | ITA | CAN | USA | JPN |     | 83      | Goud      |
| 1976 | Ferrari 312T      | Ferrari L12 | G      | Niki Lauda        | 1   | 1   | 2   |     |     |     |     |     |     |     |     |     |     |     |     |     |     | 83      | Goud      |
| 1976 | Ferrari 312T      | Ferrari L12 | G      | Clay Regazzoni    | 7   | DNF | 1   |     |     |     |     |     |     |     |     |     |     |     |     |     |     | 83      | Goud      |
| 1976 | Ferrari 312T2     | Ferrari L12 | G      |                   |     |     |     |     |     |     |     |     |     |     |     |     |     |     |     |     |     | 83      | Goud      |
| 1976 | Niki Lauda        | Ferrari L12 | G      |                   |     |     | 2   | 1   | 1   | 3   | DNF | 1   | DNF |     |     | 4   | 8   | 3   | DNF |     |     | 83      | Goud      |
| 1976 | Clay Regazzoni    | Ferrari L12 | G      |                   |     |     | 11  | 2   | 14  | 6   | DNF | DNF | 9   |     | 2   | 2   | 6   | 7   | 5   |     |     | 83      | Goud      |
| 1976 | Carlos Reutemann  | Ferrari L12 | G      |                   |     |     |     |     |     |     |     |     |     |     |     | 7   |     |     |     |     |     | 83      | Goud      |
| 1977 | Ferrari 312T2B    | Ferrari L12 | G      |                   | ARG | BRA | ZAF | USW | SPA | MON | BEL | ZWE | FRA | GBR | DUI | OOS | NED | ITA | USA | CAN | JPN | 95 (97) | Goud      |
| 1977 | Ferrari 312T2B    | Ferrari L12 | G      | Niki Lauda        | DNF | 3   | 1   | 2   | DNS | 2   | 2   | DNF | 5   | 2   | 1   | 2   | 1   | 2   | 4   |     |     | 95 (97) | Goud      |
| 1977 | Ferrari 312T2B    | Ferrari L12 | G      | Carlos Reutemann  | 3   | 1   | 8   | DNF | 2   | 3   | DNF | 3   | 6   | 15  | 4   | 4   | 6   | DNF | 6   | DNF | 2   | 95 (97) | Goud      |
| 1977 | Ferrari 312T2B    | Ferrari L12 | G      | Gilles Villeneuve |     |     |     |     |     |     |     |     |     |     |     |     |     |     |     | 12  | DNF | 95 (97) | Goud      |
| 1978 | Ferrari 312T2B    | Ferrari L12 | M      |                   | ARG | BRA | ZAF | USW | MON | BEL | SPA | ZWE | FRA | GBR | DUI | OOS | NED | ITA | USA | CAN |     | 58      | Zilver    |
| 1978 | Ferrari 312T2B    | Ferrari L12 | M      | Carlos Reutemann  | 7   | 1   |     |     |     |     |     |     |     |     |     |     |     |     |     |     |     | 58      | Zilver    |
| 1978 | Ferrari 312T2B    | Ferrari L12 | M      | Gilles Villeneuve | 8   | DNF |     |     |     |     |     |     |     |     |     |     |     |     |     |     |     | 58      | Zilver    |
| 1978 | Ferrari 312T3     | Ferrari L12 | M      |                   |     |     |     |     |     |     |     |     |     |     |     |     |     |     |     |     |     | 58      | Zilver    |
| 1978 | Carlos Reutemann  | Ferrari L12 | M      |                   |     | DNF | 1   | 8   | 3   | DNF | 10  | 18  | 1   | DNF | DSQ | 7   | 3   | 1   | 3   |     |     | 58      | Zilver    |
| 1978 | Gilles Villeneuve | Ferrari L12 | M      |                   |     | DNF | DNF | DNF | 4   | 10  | 9   | 12  | DNF | 8   | 3   | 6   | 7   | DNF | 1   |     |     | 58      | Zilver    |
| 1979 | Ferrari 312T3     | Ferrari L12 | M      |                   | ARG | BRA | ZAF | USW | SPA | BEL | MON | FRA | GBR | DUI | OOS | NED | ITA | CAN | USA |     |     | 113     | Goud      |
| 1979 | Ferrari 312T3     | Ferrari L12 | M      | Jody Scheckter    | DNF | 6   |     |     |     |     |     |     |     |     |     |     |     |     |     |     |     | 113     | Goud      |
| 1979 | Ferrari 312T3     | Ferrari L12 | M      | Gilles Villeneuve | DNF | 5   |     |     |     |     |     |     |     |     |     |     |     |     |     |     |     | 113     | Goud      |
| 1979 | Ferrari 312T4     | Ferrari L12 | M      |                   |     |     |     |     |     |     |     |     |     |     |     |     |     |     |     |     |     | 113     | Goud      |
| 1979 | Jody Scheckter    | Ferrari L12 | M      |                   |     | 2   | 2   | 4   | 1   | 1   | 7   | 5   | 4   | 4   | 2   | 1   | 4   | DNF |     |     |     | 113     | Goud      |
| 1979 | Gilles Villeneuve | Ferrari L12 | M      |                   |     | 1   | 1   | 7   | 7   | DNF | 2   | 14  | 8   | 2   | DNF | 2   | 2   | 1   |     |     |     | 113     | Goud      |
| 1980 | Ferrari 312T5     | Ferrari L12 | M      |                   | ARG | BRA | ZAF | USW | BEL | MON | FRA | GBR | DUI | OOS | NED | ITA | CAN | USA |     |     |     | 8       | 10e       |
| 1980 | Ferrari 312T5     | Ferrari L12 | M      | Jody Scheckter    | DNF | DNF | DNF | 5   | 8   | DNF | 12  | 10  | 13  | 13  | 9   | 8   | DNQ | 11  |     |     |     | 8       | 10e       |
| 1980 | Ferrari 312T5     | Ferrari L12 | M      | Gilles Villeneuve | DNF | 16  | DNF | DNF | 6   | 5   | 8   | DNF | 6   | 8   | 7   | DNF | 5   | DNF |     |     |     | 8       | 10e       |
| Jaar | Chassis           | Motor       | Banden | Coureurs          | 1   | 2   | 3   | 4   | 5   | 6   | 7   | 8   | 9   | 10  | 11  | 12  | 13  | 14  | 15  | 16  | 17  | Punten  | WK-plaats |

### Eindstand coureurskampioenschap

#### 1975
- Niki Lauda: 1e (64,5pnt)
- Clay Regazzoni: 5e (25pnt)

#### 1976
- Niki Lauda: 2e (68pnt)
- Clay Regazzoni: 5e (31pnt)
- Carlos Reutemann: 16e (3pnt[3])

#### 1977
- Niki Lauda: 1e (72pnt)
- Carlos Reutemann: 4e (42pnt)
- Gilles Villeneuve: niet geklasseerd (0pnt)

#### 1978
- Carlos Reutemann: 3e (48pnt)
- Gilles Villeneuve: 9e (17pnt)

#### 1979
- Jody Scheckter: 1e (51pnt[4])
- Gilles Villeneuve: 2e (47pnt[5])

#### 1980
- Gilles Villeneuve: 14e (6pnt)
- Jody Scheckter: 19e (2pnt)